# Paola Muñoz Grandón
Paola Andrea Muñoz Grandón, (Santiago de Xile, 13 d'abril de 1986), és una ciclista xilena, actualment a l'equip Bizkaia-Durango. Competeix en ruta i en pista. Ha participat en els Jocs Olímpics de 2012 i 2016..

## Palmarès

### Palmarès en ruta
- 2007
  -  Campiona de Xile en ruta
- 2008
  -  Campiona de Xile en ruta
- 2010
  -  Campiona de Xile en ruta
- 2012
  -  Campiona de Xile en ruta
- 2014
  - Medalla d'or als Jocs sud-americans en ruta
  -  Campiona de Xile en ruta
- 2015
  - 1a al Clàssic de la Federació Veneçolana de Ciclisme
- 2017
  - 1a al Gran Premi de Veneçuela
- 2017
  - 1a als Campionats Panamericans en ruta
  -  Campiona de Xile en ruta
  - 1a al Trofeu Vila de Noja
  - Vencedora d'una etapa a la Volta a Costa Rica

### Palmarès en pista
- 2012
  - 1a als Campionats Panamericans en Puntuació